# Major League Soccer 2020
Navigation
Édition précédente Édition suivante
La Major League Soccer 2020 est la 25e saison de la Major League Soccer, le championnat professionnel de soccer d'Amérique du Nord. Elle est composée de vingt-six équipes (vingt-trois des États-Unis et trois du Canada). À partir de cette saison, les formations de l’Inter Miami et de Nashville SC se rajoutent à la MLS.
Trois des quatre places qualificatives des États-Unis pour la Ligue des champions de la CONCACAF 2021 y sont attribuées. La première est décernée au vainqueur de la Coupe de la Major League Soccer, la deuxième place revient au vainqueur du MLS Supporters' Shield, la troisième à l'autre équipe terminant première de sa conférence en saison régulière tandis que la dernière est attribuée au vainqueur de la Lamar Hunt US Open Cup.
Le 12 mars 2020, Don Garber, le commissaire de la MLS, annonce la suspension du championnat après deux journées, en raison de la pandémie de coronavirus. Courant avril, il affirme que la saison « ne pourrait reprendre avant le 8 juin », au mieux, et que « la perspective d'un redémarrage de la compétition mi-mai, semblait extrêmement improbable »,. L'interruption de la saison pendant 4 mois au total est la première depuis les attentats du 11 septembre 2001 qui avaient conduit la MLS à annuler les derniers matchs de la saison régulière 2001. 
Le 10 juin 2020, la MLS annonce la création du Tournoi MLS is Back, tournoi prévu entre le 8 juillet et le 11 août afin de reprendre la saison. Ce tournoi offre au vainqueur une place à la Ligue des champions de la CONCACAF 2021. Ce sont les Timbers de Portland qui gagnent ce tournoi. 
La saison régulière redémarre le lendemain de ce tournoi pour se conclure le 8 novembre. Les séries éliminatoires ayant lieu du 20 novembre au 12 décembre 2020. 

## Les vingt-six franchises participantes

### Carte
| Rapids FC Dallas Sporting Dynamo Los Angeles FC Galaxy Real Salt Lake Earthquakes Sounders Minnesota Timbers Whitecaps Nashville SC Fire Crew D.C. United Impact Revolution Orlando City Union Red Bulls New York · City FC Toronto FC Atlanta FC Cincinnati Inter Miami |

| - Association de l'Ouest - Rapids du Colorado - FC Dallas - Dynamo de Houston - Sporting Kansas City - Galaxy de Los Angeles - Los Angeles FC - Minnesota United - Timbers de Portland - Real Salt Lake - Earthquakes de San José - Sounders de Seattle - Whitecaps de Vancouver | - Association de l'Est - Atlanta United - Fire de Chicago - FC Cincinnati - Crew de Columbus - D.C. United - Impact de Montréal - Inter Miami (N) - Nashville SC (N) - New York City FC - Orlando City SC - Red Bulls de New York - Revolution de la Nouvelle-Angleterre - Union de Philadelphie - Toronto FC |

### Stades
| Atlanta United        | Fire de Chicago   | FC Cincinnati     | Rapids du Colorado         | Crew de Columbus  | D.C. United       |
| --------------------- | ----------------- | ----------------- | -------------------------- | ----------------- | ----------------- |
| Mercedes-Benz Stadium | Soldier Field     | Nippert Stadium   | Dick's Sporting Goods Park | Mapfre Stadium    | Audi Field        |
| Capacité : 71 000     | Capacité : 24 955 | Capacité : 32 250 | Capacité : 18 061          | Capacité : 19 968 | Capacité : 20 000 |
|                       |                   |                   |                            |                   |                   |

| Dynamo de Houston | Galaxy de Los Angeles      | Los Angeles FC             | Inter Miami            | Minnesota United  | Nashville SC      |
| ----------------- | -------------------------- | -------------------------- | ---------------------- | ----------------- | ----------------- |
| BBVA Stadium      | Dignity Health Sports Park | Banc of California Stadium | Inter Miami CF Stadium | Allianz Field     | Nissan Stadium    |
| Capacité : 22 039 | Capacité : 27 000          | Capacité : 22 000          | Capacité : 18 000      | Capacité : 19 400 | Capacité : 69 143 |
|                   |                            |                            | 0                      |                   |                   |

| New York City FC  | Red Bulls de New York | Revolution de la Nouvelle-Angleterre | Orlando City SC   | Union de Philadelphie |
| ----------------- | --------------------- | ------------------------------------ | ----------------- | --------------------- |
| Yankee Stadium    | Red Bull Arena        | Gillette Stadium                     | Exploria Stadium  | Subaru Park           |
| Capacité : 30 321 | Capacité : 25 000     | Capacité : 20 000                    | Capacité : 25 500 | Capacité : 20 000     |
|                   |                       |                                      |                   |                       |

| Real Salt Lake    | Earthquakes de San José | Sounders de Seattle | Sporting Kansas City  | Timbers de Portland | FC Dallas         |
| ----------------- | ----------------------- | ------------------- | --------------------- | ------------------- | ----------------- |
| Rio Tinto Stadium | Earthquakes Stadium     | Lumen Field         | Children's Mercy Park | Providence Park     | Toyota Stadium    |
| Capacité : 20 213 | Capacité : 18 000       | Capacité : 37 722   | Capacité : 37 722     | Capacité : 25 218   | Capacité : 20 500 |
|                   |                         |                     |                       |                     |                   |

| Impact de Montréal | Impact de Montréal | Toronto FC        | Toronto FC              | Whitecaps de Vancouver | Whitecaps de Vancouver |
| ------------------ | ------------------ | ----------------- | ----------------------- | ---------------------- | ---------------------- |
| Stade Saputo       | Red Bull Arena     | BMO Field         | Pratt & Whitney Stadium | BC Place               | Providence Park        |
| Capacité : 19 619  | Capacité : 25 000  | Capacité : 28 351 | Capacité : 40 000       | Capacité : 22 120      | Capacité : 25 218      |
|                    |                    |                   |                         |                        |                        |

### Entraîneurs et capitaines
| Équipe                               | Entraîneur                                                                      | Capitaine                            |
| ------------------------------------ | ------------------------------------------------------------------------------- | ------------------------------------ |
| Atlanta United                       | Frank de Boer (24 juillet) Stephen Glass (intérim) (27 juillet)                 | Brad Guzan Jeff Larentowicz          |
| Fire de Chicago                      | Raphaël Wicky                                                                   | Francisco Calvo                      |
| FC Cincinnati                        | Yoann Damet (intérim) (21 mai) Jaap Stam                                        | Kendall Waston                       |
| Rapids du Colorado                   | Robin Fraser                                                                    | Jack Price                           |
| Crew de Columbus                     | Caleb Porter                                                                    | Jonathan Mensah                      |
| D.C. United                          | Ben Olsen (8 octobre) Chad Ashton (intérim)                                     | Steve Birnbaum                       |
| FC Dallas                            | Luchi Gonzalez                                                                  | Reto Ziegler                         |
| Dynamo de Houston                    | Tab Ramos                                                                       | Boniek García                        |
| Galaxy de Los Angeles                | Guillermo Barros Schelotto (29 octobre) Dominic Kinnear                         | Javier Hernández Jonathan dos Santos |
| Los Angeles FC                       | Bob Bradley                                                                     | Carlos Vela                          |
| Inter Miami                          | Diego Alonso                                                                    | Luis Robles                          |
| Minnesota United                     | Adrian Heath                                                                    | Osvaldo Alonso                       |
| Impact de Montréal                   | Thierry Henry                                                                   | Jukka Raitala                        |
| Nashville SC                         | Gary Smith                                                                      | Dax McCarty                          |
| New York City FC                     | Ronny Deila                                                                     | Alexander Ring                       |
| Red Bulls de New York                | Chris Armas (4 septembre) Bradley Carnell (intérim) (6 octobre) Gerhard Struber | Sean Davis                           |
| Revolution de la Nouvelle-Angleterre | Bruce Arena                                                                     | Carles Gil                           |
| Orlando City SC                      | Óscar Pareja                                                                    | Nani                                 |
| Union de Philadelphie                | Jim Curtin                                                                      | Alejandro Bedoya                     |
| Timbers de Portland                  | Giovanni Savarese                                                               | Diego Valeri                         |
| Real Salt Lake                       | Freddy Juarez                                                                   | Kyle Beckerman                       |
| Earthquakes de San José              | Matías Almeyda                                                                  | Chris Wondolowski                    |
| Sounders de Seattle                  | Brian Schmetzer                                                                 | Nicolás Lodeiro                      |
| Sporting Kansas City                 | Peter Vermes                                                                    | Matt Besler                          |
| Toronto FC                           | Greg Vanney                                                                     | Michael Bradley                      |
| Whitecaps de Vancouver               | Marc Dos Santos                                                                 | Russell Teibert                      |

## Format de la compétition
Le format prévu est le suivant.
Les rencontres se répartissent comme suit :
- 2 matchs (un à domicile et un à l'extérieur) contre les douze autres équipes de son association
- 1 match à domicile contre cinq équipes de l'association opposée
- 1 match à l'extérieur contre cinq autres équipes de l'association opposée

Chaque équipe MLS ne joue donc pas contre trois adversaires de la conférence opposée à la sienne. C'est la première fois que cela arrive dans l'histoire du championnat.
La meilleure équipe de chaque association est qualifiée pour les demi-finales d'associations. Les équipes finissant entre la deuxième et la septième place dans chaque association s'affrontent dans un match éliminatoire de quart de finale. L'équipe vainqueure du match entre le quatrième et le cinquième affronte le premier de son association en demi-finale de conférence. Les deux autres équipes s'affrontant dans l'autre demi-finale.
En cas d'égalité, les critères suivants départagent les équipes :
1. Nombre de victoires
2. Différence de buts générale
3. Nombre de buts marqués
4. Classement du fair-play
5. Différence de buts à l'extérieur
6. Nombre de buts marqués à l'extérieur
7. Tirage à la pièce[15]

À la suite de l'interruption de la saison après deux matchs de saison régulière, le format change. Tout d'abord, les trois matchs de poules du tournoi MLS is Back comptent pour la saison régulière de la MLS. L'objectif est alors de jouer vingt-trois matchs de saison régulière. Les affrontements inter-conférences sont annulés. Des rencontres entre le FC Dallas et le Nashville SC (car les deux équipes n'ont pu participer au tournoi MLS is Back) et entre les clubs canadiens (pour cause d'interdiction de voyager aux États-Unis) sont les exceptions,,.
Par la suite, après l'impossibilité pour les équipes de la conférence Ouest de jouer les vingt-trois matchs, la MLS décide que le classement de chaque conférence se fera à la moyenne de points par match,.
Les séries éliminatoires qui devaient concerner quatorze équipes en concernent dix-huit finalement. Les huit premières équipes à l'Ouest se qualifie au premier tour. À l'Est, dix équipes se qualifient. Les équipes classées de la septième à la dixième place doivent disputer un match de barrages pour accéder au premier tour.

## Saison régulière

### Classements des conférences Ouest et Est
Le 29 octobre 2020, la MLS annonce que le système de points par match sera utilisé pour le classement de la saison 2020, notamment en raison de nombreux reports de matchs concernant les Rapids du Colorado.
| Rang | Équipe                  | Pts       | J  | G  | N | P  | Bp | Bc | Diff |
| ---- | ----------------------- | --------- | -- | -- | - | -- | -- | -- | ---- |
| 1    | Sporting Kansas City    | 39 (1,86) | 21 | 12 | 3 | 6  | 38 | 25 | +13  |
| 2    | Sounders de Seattle T   | 39 (1,77) | 22 | 11 | 6 | 5  | 44 | 23 | +21  |
| 3    | Timbers de Portland C   | 39 (1,70) | 23 | 11 | 6 | 6  | 46 | 35 | +11  |
| 4    | Minnesota United        | 34 (1,62) | 21 | 9  | 7 | 5  | 36 | 26 | +10  |
| 5    | Rapids du Colorado      | 28 (1,56) | 18 | 8  | 4 | 6  | 32 | 28 | +4   |
| 6    | FC Dallas               | 34 (1,55) | 21 | 9  | 7 | 6  | 28 | 24 | +4   |
| 7    | Los Angeles FC          | 32 (1,45) | 22 | 9  | 5 | 8  | 47 | 39 | +8   |
| 8    | Earthquakes de San José | 30 (1,30) | 23 | 8  | 6 | 9  | 35 | 51 | -16  |
| 9    | Whitecaps de Vancouver  | 27 (1,17) | 23 | 9  | 0 | 14 | 27 | 44 | -17  |
| 10   | Galaxy de Los Angeles   | 22 (1,00) | 22 | 6  | 4 | 12 | 27 | 46 | -19  |
| 11   | Real Salt Lake          | 22 (1,00) | 22 | 5  | 7 | 10 | 25 | 35 | -10  |
| 12   | Dynamo de Houston       | 21 (0,91) | 23 | 4  | 9 | 10 | 30 | 40 | -10  |

| Rang | Équipe                               | Pts       | J  | G  | N | P  | Bp | Bc | Diff |
| ---- | ------------------------------------ | --------- | -- | -- | - | -- | -- | -- | ---- |
| 1    | Union de Philadelphie                | 47 (2,04) | 23 | 14 | 5 | 4  | 44 | 20 | +24  |
| 2    | Toronto FC                           | 44 (1,91) | 23 | 13 | 5 | 6  | 33 | 26 | +7   |
| 3    | Crew de Columbus                     | 41 (1,78) | 23 | 12 | 5 | 6  | 36 | 21 | +15  |
| 4    | Orlando City SC                      | 41 (1,78) | 23 | 11 | 8 | 4  | 40 | 25 | +15  |
| 5    | New York City FC                     | 39 (1,70) | 23 | 12 | 3 | 8  | 37 | 25 | +12  |
| 6    | Red Bulls de New York                | 32 (1,39) | 23 | 9  | 5 | 9  | 29 | 31 | -2   |
| 7    | Nashville SC                         | 32 (1,39) | 23 | 8  | 8 | 7  | 24 | 22 | +2   |
| 8    | Revolution de la Nouvelle-Angleterre | 32 (1,39) | 23 | 8  | 8 | 7  | 26 | 25 | +1   |
| 9    | Impact de Montréal                   | 26 (1,13) | 23 | 8  | 2 | 13 | 33 | 43 | -10  |
| 10   | Inter Miami                          | 24 (1,04) | 23 | 7  | 3 | 13 | 25 | 35 | -10  |
| 11   | Fire de Chicago                      | 23 (1,00) | 23 | 5  | 8 | 10 | 33 | 39 | -6   |
| 12   | Atlanta United                       | 22 (0,96) | 23 | 6  | 4 | 13 | 23 | 30 | -7   |
| 13   | D.C. United                          | 21 (0,91) | 23 | 5  | 6 | 12 | 25 | 41 | -16  |
| 14   | FC Cincinnati                        | 16 (0,70) | 23 | 4  | 4 | 15 | 12 | 36 | -24  |

- Supporters' Shield et qualifications automatiques pour les séries éliminatoires et la Ligue des champions de la CONCACAF 2021
- Franchise directement qualifiée pour le premier tour des séries éliminatoires
- Qualification pour les barrages

T : Tenant du titre

C : Vainqueur du tournoi MLS is Back et qualification pour la Ligue des champions de la CONCACAF 2021

### Résultats
| Légende des couleurs : Domicile * Extérieur * Neutre * Victoire * Défaite * Égalité * Annulé | Légende des couleurs : Domicile * Extérieur * Neutre * Victoire * Défaite * Égalité * Annulé | Légende des couleurs : Domicile * Extérieur * Neutre * Victoire * Défaite * Égalité * Annulé | Légende des couleurs : Domicile * Extérieur * Neutre * Victoire * Défaite * Égalité * Annulé | Légende des couleurs : Domicile * Extérieur * Neutre * Victoire * Défaite * Égalité * Annulé | Légende des couleurs : Domicile * Extérieur * Neutre * Victoire * Défaite * Égalité * Annulé | Légende des couleurs : Domicile * Extérieur * Neutre * Victoire * Défaite * Égalité * Annulé | Légende des couleurs : Domicile * Extérieur * Neutre * Victoire * Défaite * Égalité * Annulé | Légende des couleurs : Domicile * Extérieur * Neutre * Victoire * Défaite * Égalité * Annulé | Légende des couleurs : Domicile * Extérieur * Neutre * Victoire * Défaite * Égalité * Annulé | Légende des couleurs : Domicile * Extérieur * Neutre * Victoire * Défaite * Égalité * Annulé | Légende des couleurs : Domicile * Extérieur * Neutre * Victoire * Défaite * Égalité * Annulé | Légende des couleurs : Domicile * Extérieur * Neutre * Victoire * Défaite * Égalité * Annulé | Légende des couleurs : Domicile * Extérieur * Neutre * Victoire * Défaite * Égalité * Annulé | Légende des couleurs : Domicile * Extérieur * Neutre * Victoire * Défaite * Égalité * Annulé | Légende des couleurs : Domicile * Extérieur * Neutre * Victoire * Défaite * Égalité * Annulé | Légende des couleurs : Domicile * Extérieur * Neutre * Victoire * Défaite * Égalité * Annulé | Légende des couleurs : Domicile * Extérieur * Neutre * Victoire * Défaite * Égalité * Annulé | Légende des couleurs : Domicile * Extérieur * Neutre * Victoire * Défaite * Égalité * Annulé | Légende des couleurs : Domicile * Extérieur * Neutre * Victoire * Défaite * Égalité * Annulé | Légende des couleurs : Domicile * Extérieur * Neutre * Victoire * Défaite * Égalité * Annulé | Légende des couleurs : Domicile * Extérieur * Neutre * Victoire * Défaite * Égalité * Annulé | Légende des couleurs : Domicile * Extérieur * Neutre * Victoire * Défaite * Égalité * Annulé | Légende des couleurs : Domicile * Extérieur * Neutre * Victoire * Défaite * Égalité * Annulé | Légende des couleurs : Domicile * Extérieur * Neutre * Victoire * Défaite * Égalité * Annulé |
| Équipe                                                                                       | Rencontres                                                                                   | Rencontres                                                                                   | Rencontres                                                                                   | Rencontres                                                                                   | Rencontres                                                                                   | Rencontres                                                                                   | Rencontres                                                                                   | Rencontres                                                                                   | Rencontres                                                                                   | Rencontres                                                                                   | Rencontres                                                                                   | Rencontres                                                                                   | Rencontres                                                                                   | Rencontres                                                                                   | Rencontres                                                                                   | Rencontres                                                                                   | Rencontres                                                                                   | Rencontres                                                                                   | Rencontres                                                                                   | Rencontres                                                                                   | Rencontres                                                                                   | Rencontres                                                                                   | Rencontres                                                                                   | Rencontres                                                                                   |
| Équipe                                                                                       | 1                                                                                            | 2                                                                                            | 3                                                                                            | 4                                                                                            | 5                                                                                            | 6                                                                                            | 7                                                                                            | 8                                                                                            | 9                                                                                            | 10                                                                                           | 11                                                                                           | 12                                                                                           | 13                                                                                           | 14                                                                                           | 15                                                                                           | 16                                                                                           | 17                                                                                           | 18                                                                                           | 19                                                                                           | 20                                                                                           | 21                                                                                           | 22                                                                                           | 23                                                                                           |                                                                                              |
| -------------------------------------------------------------------------------------------- | -------------------------------------------------------------------------------------------- | -------------------------------------------------------------------------------------------- | -------------------------------------------------------------------------------------------- | -------------------------------------------------------------------------------------------- | -------------------------------------------------------------------------------------------- | -------------------------------------------------------------------------------------------- | -------------------------------------------------------------------------------------------- | -------------------------------------------------------------------------------------------- | -------------------------------------------------------------------------------------------- | -------------------------------------------------------------------------------------------- | -------------------------------------------------------------------------------------------- | -------------------------------------------------------------------------------------------- | -------------------------------------------------------------------------------------------- | -------------------------------------------------------------------------------------------- | -------------------------------------------------------------------------------------------- | -------------------------------------------------------------------------------------------- | -------------------------------------------------------------------------------------------- | -------------------------------------------------------------------------------------------- | -------------------------------------------------------------------------------------------- | -------------------------------------------------------------------------------------------- | -------------------------------------------------------------------------------------------- | -------------------------------------------------------------------------------------------- | -------------------------------------------------------------------------------------------- | -------------------------------------------------------------------------------------------- |
| Atlanta United (ATL)                                                                         | NSH                                                                                          | CIN                                                                                          | NY                                                                                           | CIN                                                                                          | CLB                                                                                          | NSH                                                                                          | ORL                                                                                          | MIA                                                                                          | ORL                                                                                          | MIA                                                                                          | NSH                                                                                          | MIA                                                                                          | DAL                                                                                          | CHI                                                                                          | DC                                                                                           | ORL                                                                                          | NY                                                                                           | MIA                                                                                          | TOR                                                                                          | DC                                                                                           | ORL                                                                                          | CIN                                                                                          | CLB                                                                                          |                                                                                              |
| Atlanta United (ATL)                                                                         | 2–1                                                                                          | 2–1                                                                                          | 0–1                                                                                          | 0–1                                                                                          | 0–1                                                                                          | 2–0                                                                                          | 1–3                                                                                          | 0–0                                                                                          | 1–1                                                                                          | 1–2                                                                                          | 2–4                                                                                          | 1–2                                                                                          | 1–0                                                                                          | 0–2                                                                                          | 4–0                                                                                          | 0–0                                                                                          | 0–1                                                                                          | 1–1                                                                                          | 0–1                                                                                          | 1–2                                                                                          | 1–4                                                                                          | 2–0                                                                                          | 1–2                                                                                          |                                                                                              |
| Fire de Chicago (CHI)                                                                        | SEA                                                                                          | NE                                                                                           | SEA                                                                                          | SJ                                                                                           | VAN                                                                                          | CLB                                                                                          | CIN                                                                                          | NYC                                                                                          | CIN                                                                                          | NE                                                                                           | CLB                                                                                          | ORL                                                                                          | HOU                                                                                          | ATL                                                                                          | MTL                                                                                          | SKC                                                                                          | DC                                                                                           | SKC                                                                                          | NY                                                                                           | PHI                                                                                          | NSH                                                                                          | MIN                                                                                          | NYC                                                                                          |                                                                                              |
| Fire de Chicago (CHI)                                                                        | 1–2                                                                                          | 1–1                                                                                          | 2–1                                                                                          | 0–2                                                                                          | 0–2                                                                                          | 0–3                                                                                          | 3–0                                                                                          | 1–3                                                                                          | 0–0                                                                                          | 1–2                                                                                          | 2–2                                                                                          | 1–4                                                                                          | 4–0                                                                                          | 2–0                                                                                          | 2–2                                                                                          | 0–1                                                                                          | 2–1                                                                                          | 2–2                                                                                          | 2–2                                                                                          | 1–2                                                                                          | 1–1                                                                                          | 2–2                                                                                          | 3–4                                                                                          |                                                                                              |
| FC Cincinnati (CIN)                                                                          | NY                                                                                           | ATL                                                                                          | CLB                                                                                          | ATL                                                                                          | NY                                                                                           | DC                                                                                           | CHI                                                                                          | CLB                                                                                          | CHI                                                                                          | CLB                                                                                          | NYC                                                                                          | NY                                                                                           | PHI                                                                                          | NYC                                                                                          | MIN                                                                                          | PHI                                                                                          | TOR                                                                                          | CLB                                                                                          | DC                                                                                           | MIN                                                                                          | SKC                                                                                          | ATL                                                                                          | MIA                                                                                          |                                                                                              |
| FC Cincinnati (CIN)                                                                          | 2–3                                                                                          | 1–2                                                                                          | 0–4                                                                                          | 1–0                                                                                          | 2–0                                                                                          | 0–0                                                                                          | 0–3                                                                                          | 0–0                                                                                          | 0–0                                                                                          | 0–3                                                                                          | 1–2                                                                                          | 1–0                                                                                          | 0–0                                                                                          | 0–4                                                                                          | 0–2                                                                                          | 0–3                                                                                          | 0–1                                                                                          | 2–1                                                                                          | 1–2                                                                                          | 0–1                                                                                          | 0–1                                                                                          | 0–2                                                                                          | 1–2                                                                                          |                                                                                              |
| Colorado Rapids (COL)                                                                        | DC                                                                                           | ORL                                                                                          | RSL                                                                                          | SKC                                                                                          | MIN                                                                                          | RSL                                                                                          | SKC                                                                                          | SJ                                                                                           | HOU                                                                                          | RSL                                                                                          | DAL                                                                                          | LA                                                                                           | SJ                                                                                           | LFC                                                                                          | LA                                                                                           | SEA                                                                                          | RSL                                                                                          | SKC                                                                                          | SKC                                                                                          | MIN                                                                                          | SEA                                                                                          | POR                                                                                          | HOU                                                                                          |                                                                                              |
| Colorado Rapids (COL)                                                                        | 2–1                                                                                          | 2–1                                                                                          | 0–2                                                                                          | 2–3                                                                                          | 2–2                                                                                          | 1–4                                                                                          | 1–1                                                                                          | 1–1                                                                                          | 1–1                                                                                          | 5–0                                                                                          | 1–4                                                                                          | 2–0                                                                                          | 5–0                                                                                          | Ann.                                                                                         | Ann.                                                                                         | Ann.                                                                                         | Ann.                                                                                         | Ann.                                                                                         | 0–4                                                                                          | 1–2                                                                                          | 3–1                                                                                          | 1–0                                                                                          | 2–1                                                                                          |                                                                                              |
| Crew de Columbus (CLB)                                                                       | NYC                                                                                          | SEA                                                                                          | CIN                                                                                          | NY                                                                                           | ATL                                                                                          | CHI                                                                                          | NYC                                                                                          | CIN                                                                                          | PHI                                                                                          | CIN                                                                                          | CHI                                                                                          | NSH                                                                                          | MIN                                                                                          | TOR                                                                                          | DAL                                                                                          | MTL                                                                                          | CIN                                                                                          | NYC                                                                                          | HOU                                                                                          | DC                                                                                           | PHI                                                                                          | ORL                                                                                          | ATL                                                                                          |                                                                                              |
| Crew de Columbus (CLB)                                                                       | 1–0                                                                                          | 1–1                                                                                          | 4–0                                                                                          | 2–0                                                                                          | 1–0                                                                                          | 3–0                                                                                          | 0–1                                                                                          | 0–0                                                                                          | 1–0                                                                                          | 3–0                                                                                          | 2–2                                                                                          | 2–0                                                                                          | 2–1                                                                                          | 1–3                                                                                          | 2–2                                                                                          | 1–2                                                                                          | 1–2                                                                                          | 3–1                                                                                          | 1–1                                                                                          | 0–1                                                                                          | 2–1                                                                                          | 1–2                                                                                          | 2–1                                                                                          |                                                                                              |
| FC Dallas (DAL)                                                                              | PHI                                                                                          | MTL                                                                                          | NSH                                                                                          | NSH                                                                                          | HOU                                                                                          | MIN                                                                                          | SKC                                                                                          | MIN                                                                                          | HOU                                                                                          | COL                                                                                          | SKC                                                                                          | ATL                                                                                          | ORL                                                                                          | CLB                                                                                          | HOU                                                                                          | MIN                                                                                          | SKC                                                                                          | NSH                                                                                          | RSL                                                                                          | MIA                                                                                          | HOU                                                                                          | NSH                                                                                          | MIN                                                                                          |                                                                                              |
| FC Dallas (DAL)                                                                              | 2–0                                                                                          | 2–2                                                                                          | 0–1                                                                                          | 0–0                                                                                          | 0–0                                                                                          | 3–1                                                                                          | 1–1                                                                                          | 2–3                                                                                          | 2–1                                                                                          | 4–1                                                                                          | 3–2                                                                                          | 0–1                                                                                          | 0–0                                                                                          | 2–2                                                                                          | 0–2                                                                                          | Ann.                                                                                         | 1–0                                                                                          | 0–3                                                                                          | 0–0                                                                                          | 2–1                                                                                          | 3–0                                                                                          | 1–0                                                                                          | 0–3                                                                                          |                                                                                              |
| D.C. United (DC)                                                                             | COL                                                                                          | MIA                                                                                          | TOR                                                                                          | NE                                                                                           | MTL                                                                                          | CIN                                                                                          | NE                                                                                           | PHI                                                                                          | NY                                                                                           | NYC                                                                                          | NY                                                                                           | TOR                                                                                          | NSH                                                                                          | NE                                                                                           | ATL                                                                                          | NYC                                                                                          | CHI                                                                                          | PHI                                                                                          | CIN                                                                                          | ATL                                                                                          | CLB                                                                                          | NE                                                                                           | MTL                                                                                          |                                                                                              |
| D.C. United (DC)                                                                             | 1–2                                                                                          | 2–1                                                                                          | 2–2                                                                                          | 1–1                                                                                          | 0–1                                                                                          | 0–0                                                                                          | 1–2                                                                                          | 1–4                                                                                          | 1–0                                                                                          | 0–0                                                                                          | 0–2                                                                                          | 2–2                                                                                          | 0–1                                                                                          | 0–2                                                                                          | 0–4                                                                                          | 1–4                                                                                          | 1–2                                                                                          | 2–2                                                                                          | 2–1                                                                                          | 2–1                                                                                          | 1–0                                                                                          | 3–4                                                                                          | 2–3                                                                                          |                                                                                              |
| Dynamo de Houston (HOU)                                                                      | LA                                                                                           | SKC                                                                                          | LFC                                                                                          | POR                                                                                          | LA                                                                                           | DAL                                                                                          | SKC                                                                                          | MIN                                                                                          | SKC                                                                                          | COL                                                                                          | DAL                                                                                          | MIN                                                                                          | CHI                                                                                          | NSH                                                                                          | SKC                                                                                          | DAL                                                                                          | MIA                                                                                          | NSH                                                                                          | MIN                                                                                          | CLB                                                                                          | LFC                                                                                          | DAL                                                                                          | COL                                                                                          |                                                                                              |
| Dynamo de Houston (HOU)                                                                      | 1–1                                                                                          | 0–4                                                                                          | 3–3                                                                                          | 1–2                                                                                          | 1–1                                                                                          | 0–0                                                                                          | 5–2                                                                                          | 3–0                                                                                          | 2–1                                                                                          | 1–1                                                                                          | 1–2                                                                                          | 2–2                                                                                          | 0–4                                                                                          | 1–1                                                                                          | 1–2                                                                                          | 2–0                                                                                          | 0–1                                                                                          | 1–3                                                                                          | 2–2                                                                                          | 1–1                                                                                          | 1–2                                                                                          | 0–3                                                                                          | 1–2                                                                                          |                                                                                              |
| Los Angeles FC (LFC)                                                                         | MIA                                                                                          | PHI                                                                                          | HOU                                                                                          | LA                                                                                           | POR                                                                                          | LA                                                                                           | SEA                                                                                          | SJ                                                                                           | LA                                                                                           | RSL                                                                                          | POR                                                                                          | SEA                                                                                          | VAN                                                                                          | SJ                                                                                           | RSL                                                                                          | COL                                                                                          | SEA                                                                                          | VAN                                                                                          | POR                                                                                          | LA                                                                                           | HOU                                                                                          | SJ                                                                                           | POR                                                                                          |                                                                                              |
| Los Angeles FC (LFC)                                                                         | 1–0                                                                                          | 3–3                                                                                          | 3–3                                                                                          | 6–2                                                                                          | 2–2                                                                                          | 0–2                                                                                          | 1–3                                                                                          | 5–1                                                                                          | 0–3                                                                                          | 0–3                                                                                          | 4–2                                                                                          | 0–3                                                                                          | 6–0                                                                                          | 1–2                                                                                          | 3–1                                                                                          | Ann.                                                                                         | 3–1                                                                                          | 1–2                                                                                          | 1–1                                                                                          | 2–0                                                                                          | 2–1                                                                                          | 2–3                                                                                          | 1–1                                                                                          |                                                                                              |
| Galaxy de Los Angeles (LA)                                                                   | HOU                                                                                          | VAN                                                                                          | POR                                                                                          | LFC                                                                                          | HOU                                                                                          | LFC                                                                                          | SJ                                                                                           | POR                                                                                          | LFC                                                                                          | SJ                                                                                           | COL                                                                                          | RSL                                                                                          | SEA                                                                                          | SJ                                                                                           | POR                                                                                          | COL                                                                                          | SJ                                                                                           | VAN                                                                                          | LFC                                                                                          | POR                                                                                          | RSL                                                                                          | SEA                                                                                          | VAN                                                                                          |                                                                                              |
| Galaxy de Los Angeles (LA)                                                                   | 1–1                                                                                          | 0–1                                                                                          | 1–2                                                                                          | 2–6                                                                                          | 1–1                                                                                          | 2–0                                                                                          | 3–2                                                                                          | 3–2                                                                                          | 3–0                                                                                          | 0–0                                                                                          | 0–2                                                                                          | 0–2                                                                                          | 1–3                                                                                          | 1–2                                                                                          | 3–6                                                                                          | Ann.                                                                                         | 0–4                                                                                          | 1–0                                                                                          | 0–2                                                                                          | 2–5                                                                                          | 2–1                                                                                          | 1–1                                                                                          | 0–3                                                                                          |                                                                                              |
| Inter Miami (MIA)                                                                            | LFC                                                                                          | DC                                                                                           | ORL                                                                                          | PHI                                                                                          | NYC                                                                                          | ORL                                                                                          | NSH                                                                                          | ATL                                                                                          | NSH                                                                                          | ATL                                                                                          | ORL                                                                                          | ATL                                                                                          | NY                                                                                           | PHI                                                                                          | NYC                                                                                          | NY                                                                                           | HOU                                                                                          | ATL                                                                                          | MTL                                                                                          | ORL                                                                                          | DAL                                                                                          | TOR                                                                                          | CIN                                                                                          |                                                                                              |
| Inter Miami (MIA)                                                                            | 0–1                                                                                          | 1–2                                                                                          | 1–2                                                                                          | 1–2                                                                                          | 0–1                                                                                          | 3–2                                                                                          | 0–1                                                                                          | 0–0                                                                                          | 0–0                                                                                          | 2–1                                                                                          | 1–2                                                                                          | 2–1                                                                                          | 1–4                                                                                          | 0–3                                                                                          | 2–3                                                                                          | 2–1                                                                                          | 1–0                                                                                          | 1–1                                                                                          | 1–2                                                                                          | 2–1                                                                                          | 1–2                                                                                          | 1–2                                                                                          | 2–1                                                                                          |                                                                                              |
| Minnesota United (MIN)                                                                       | POR                                                                                          | SJ                                                                                           | SKC                                                                                          | RSL                                                                                          | COL                                                                                          | SKC                                                                                          | DAL                                                                                          | HOU                                                                                          | RSL                                                                                          | DAL                                                                                          | SKC                                                                                          | HOU                                                                                          | CLB                                                                                          | RSL                                                                                          | CIN                                                                                          | NSH                                                                                          | DAL                                                                                          | HOU                                                                                          | CIN                                                                                          | COL                                                                                          | SKC                                                                                          | CHI                                                                                          | DAL                                                                                          |                                                                                              |
| Minnesota United (MIN)                                                                       | 3–1                                                                                          | 5–2                                                                                          | 2–1                                                                                          | 0–0                                                                                          | 2–2                                                                                          | 1–2                                                                                          | 1–3                                                                                          | 0–3                                                                                          | 4–0                                                                                          | 3–2                                                                                          | 0–1                                                                                          | 2–2                                                                                          | 1–2                                                                                          | 0–0                                                                                          | 2–0                                                                                          | 0–0                                                                                          | Ann.                                                                                         | 2–2                                                                                          | 1–0                                                                                          | 2–1                                                                                          | Ann.                                                                                         | 2–2                                                                                          | 3–0                                                                                          |                                                                                              |
| Impact de Montréal (MTL)                                                                     | NE                                                                                           | DAL                                                                                          | NE                                                                                           | TOR                                                                                          | DC                                                                                           | VAN                                                                                          | TOR                                                                                          | TOR                                                                                          | TOR                                                                                          | VAN                                                                                          | VAN                                                                                          | PHI                                                                                          | NE                                                                                           | NY                                                                                           | CHI                                                                                          | CLB                                                                                          | PHI                                                                                          | NE                                                                                           | MIA                                                                                          | NYC                                                                                          | NSH                                                                                          | ORL                                                                                          | DC                                                                                           |                                                                                              |
| Impact de Montréal (MTL)                                                                     | 2–1                                                                                          | 2–2                                                                                          | 0–1                                                                                          | 3–4                                                                                          | 1–0                                                                                          | 2–0                                                                                          | 0–1                                                                                          | 1–0                                                                                          | 1–2                                                                                          | 4–2                                                                                          | 1–3                                                                                          | 1–4                                                                                          | 1–3                                                                                          | 1–4                                                                                          | 2–2                                                                                          | 2–1                                                                                          | 1–2                                                                                          | 2–3                                                                                          | 2–1                                                                                          | 1–3                                                                                          | 0–1                                                                                          | 0–1                                                                                          | 3–2                                                                                          |                                                                                              |
| Nashville SC (NSH)                                                                           | ATL                                                                                          | POR                                                                                          | DAL                                                                                          | DAL                                                                                          | ATL                                                                                          | ORL                                                                                          | MIA                                                                                          | ORL                                                                                          | MIA                                                                                          | ATL                                                                                          | CLB                                                                                          | DC                                                                                           | HOU                                                                                          | NE                                                                                           | MIN                                                                                          | SKC                                                                                          | HOU                                                                                          | DAL                                                                                          | NE                                                                                           | MTL                                                                                          | CHI                                                                                          | DAL                                                                                          | ORL                                                                                          |                                                                                              |
| Nashville SC (NSH)                                                                           | 1–2                                                                                          | 0–1                                                                                          | 1–0                                                                                          | 0–0                                                                                          | 0–2                                                                                          | 1–3                                                                                          | 1–0                                                                                          | 1–1                                                                                          | 0–0                                                                                          | 4–2                                                                                          | 0–2                                                                                          | 1–0                                                                                          | 1–1                                                                                          | 0–0                                                                                          | 0–0                                                                                          | 1–2                                                                                          | 3–1                                                                                          | 3–0                                                                                          | 1–1                                                                                          | 1–0                                                                                          | 1–1                                                                                          | 0–1                                                                                          | 3–2                                                                                          |                                                                                              |
| Revolution de la Nouvelle-Angleterre (NE)                                                    | MTL                                                                                          | CHI                                                                                          | MTL                                                                                          | DC                                                                                           | TOR                                                                                          | PHI                                                                                          | DC                                                                                           | NY                                                                                           | NYC                                                                                          | CHI                                                                                          | PHI                                                                                          | NYC                                                                                          | MTL                                                                                          | DC                                                                                           | NSH                                                                                          | TOR                                                                                          | NYC                                                                                          | MTL                                                                                          | PHI                                                                                          | NSH                                                                                          | NY                                                                                           | DC                                                                                           | PHI                                                                                          |                                                                                              |
| Revolution de la Nouvelle-Angleterre (NE)                                                    | 1–2                                                                                          | 1–1                                                                                          | 1–0                                                                                          | 1–1                                                                                          | 0–0                                                                                          | 0–0                                                                                          | 2–1                                                                                          | 1–1                                                                                          | 0–2                                                                                          | 2–1                                                                                          | 1–2                                                                                          | 0–0                                                                                          | 3–1                                                                                          | 2–0                                                                                          | 0–0                                                                                          | 0–1                                                                                          | 2–1                                                                                          | 3–2                                                                                          | 1–2                                                                                          | 1–1                                                                                          | 0–1                                                                                          | 4–3                                                                                          | 0–2                                                                                          |                                                                                              |
| New York City FC (NYC)                                                                       | CLB                                                                                          | TOR                                                                                          | PHI                                                                                          | ORL                                                                                          | MIA                                                                                          | NY                                                                                           | CLB                                                                                          | CHI                                                                                          | NE                                                                                           | DC                                                                                           | CIN                                                                                          | NE                                                                                           | TOR                                                                                          | CIN                                                                                          | MIA                                                                                          | DC                                                                                           | NE                                                                                           | ORL                                                                                          | CLB                                                                                          | MTL                                                                                          | TOR                                                                                          | NY                                                                                           | CHI                                                                                          |                                                                                              |
| New York City FC (NYC)                                                                       | 0–1                                                                                          | 0–1                                                                                          | 0–1                                                                                          | 1–3                                                                                          | 1–0                                                                                          | 0–1                                                                                          | 1–0                                                                                          | 3–1                                                                                          | 2–0                                                                                          | 0–0                                                                                          | 2–1                                                                                          | 0–0                                                                                          | 0–1                                                                                          | 4–0                                                                                          | 3–2                                                                                          | 4–1                                                                                          | 1–2                                                                                          | 1–1                                                                                          | 1–3                                                                                          | 3–1                                                                                          | 1–0                                                                                          | 5−2                                                                                          | 4–3                                                                                          |                                                                                              |
| Red Bulls de New York (NY)                                                                   | CIN                                                                                          | RSL                                                                                          | ATL                                                                                          | CLB                                                                                          | CIN                                                                                          | NYC                                                                                          | PHI                                                                                          | NE                                                                                           | DC                                                                                           | PHI                                                                                          | DC                                                                                           | CIN                                                                                          | MIA                                                                                          | MTL                                                                                          | ORL                                                                                          | MIA                                                                                          | ATL                                                                                          | TOR                                                                                          | ORL                                                                                          | CHI                                                                                          | NE                                                                                           | NYC                                                                                          | TOR                                                                                          |                                                                                              |
| Red Bulls de New York (NY)                                                                   | 3–2                                                                                          | 1–1                                                                                          | 1–0                                                                                          | 0–2                                                                                          | 0–2                                                                                          | 1–0                                                                                          | 0–1                                                                                          | 1–1                                                                                          | 0–1                                                                                          | 0–3                                                                                          | 2–0                                                                                          | 0–1                                                                                          | 4–1                                                                                          | 4–1                                                                                          | 1–3                                                                                          | 1–2                                                                                          | 1–0                                                                                          | 1–1                                                                                          | 1–1                                                                                          | 2–2                                                                                          | 1–0                                                                                          | 2–5                                                                                          | 2–1                                                                                          |                                                                                              |
| Orlando City SC (ORL)                                                                        | RSL                                                                                          | COL                                                                                          | MIA                                                                                          | NYC                                                                                          | PHI                                                                                          | MIA                                                                                          | NSH                                                                                          | ATL                                                                                          | NSH                                                                                          | ATL                                                                                          | MIA                                                                                          | CHI                                                                                          | SKC                                                                                          | DAL                                                                                          | NY                                                                                           | ATL                                                                                          | NYC                                                                                          | NY                                                                                           | MIA                                                                                          | ATL                                                                                          | MTL                                                                                          | CLB                                                                                          | NSH                                                                                          |                                                                                              |
| Orlando City SC (ORL)                                                                        | 0–0                                                                                          | 1–2                                                                                          | 2–1                                                                                          | 3–1                                                                                          | 1–1                                                                                          | 2–3                                                                                          | 3–1                                                                                          | 3–1                                                                                          | 1–1                                                                                          | 1–1                                                                                          | 2–1                                                                                          | 4–1                                                                                          | 2–1                                                                                          | 0–0                                                                                          | 3–1                                                                                          | 0–0                                                                                          | 1–1                                                                                          | 1–1                                                                                          | 1–2                                                                                          | 4–1                                                                                          | 1–0                                                                                          | 2–1                                                                                          | 2–3                                                                                          |                                                                                              |
| Union de Philadelphie (PHI)                                                                  | DAL                                                                                          | LFC                                                                                          | NYC                                                                                          | MIA                                                                                          | ORL                                                                                          | NE                                                                                           | NY                                                                                           | DC                                                                                           | CLB                                                                                          | NY                                                                                           | NE                                                                                           | MTL                                                                                          | CIN                                                                                          | MIA                                                                                          | TOR                                                                                          | CIN                                                                                          | MTL                                                                                          | DC                                                                                           | NE                                                                                           | TOR                                                                                          | CHI                                                                                          | CLB                                                                                          | NE                                                                                           |                                                                                              |
| Union de Philadelphie (PHI)                                                                  | 0–2                                                                                          | 3–3                                                                                          | 1–0                                                                                          | 2–1                                                                                          | 1–1                                                                                          | 0–0                                                                                          | 1–0                                                                                          | 4–1                                                                                          | 0–1                                                                                          | 3–0                                                                                          | 2–1                                                                                          | 4–1                                                                                          | 0–0                                                                                          | 3–0                                                                                          | 1–2                                                                                          | 3–0                                                                                          | 2–1                                                                                          | 2–2                                                                                          | 2–1                                                                                          | 5–0                                                                                          | 2–1                                                                                          | 1–2                                                                                          | 2–0                                                                                          |                                                                                              |
| Timbers de Portland (POR)                                                                    | MIN                                                                                          | NSH                                                                                          | LA                                                                                           | HOU                                                                                          | LFC                                                                                          | SEA                                                                                          | RSL                                                                                          | LA                                                                                           | SEA                                                                                          | LFC                                                                                          | SJ                                                                                           | SJ                                                                                           | SEA                                                                                          | VAN                                                                                          | LA                                                                                           | SJ                                                                                           | RSL                                                                                          | LFC                                                                                          | SEA                                                                                          | LA                                                                                           | VAN                                                                                          | COL                                                                                          | LFC                                                                                          |                                                                                              |
| Timbers de Portland (POR)                                                                    | 1–3                                                                                          | 1–0                                                                                          | 2–1                                                                                          | 2–1                                                                                          | 2–2                                                                                          | 0–3                                                                                          | 4–4                                                                                          | 2–3                                                                                          | 2–1                                                                                          | 2–4                                                                                          | 1–1                                                                                          | 6–1                                                                                          | 1–0                                                                                          | 1–0                                                                                          | 6–3                                                                                          | 3–0                                                                                          | 1–2                                                                                          | 1–1                                                                                          | 1–1                                                                                          | 5–2                                                                                          | 1–0                                                                                          | 0–1                                                                                          | 1–1                                                                                          |                                                                                              |
| Real Salt Lake (RSL)                                                                         | ORL                                                                                          | NY                                                                                           | COL                                                                                          | MIN                                                                                          | SKC                                                                                          | COL                                                                                          | POR                                                                                          | SEA                                                                                          | MIN                                                                                          | LFC                                                                                          | COL                                                                                          | VAN                                                                                          | LA                                                                                           | MIN                                                                                          | LFC                                                                                          | SEA                                                                                          | VAN                                                                                          | POR                                                                                          | COL                                                                                          | DAL                                                                                          | SJ                                                                                           | LA                                                                                           | SKC                                                                                          |                                                                                              |
| Real Salt Lake (RSL)                                                                         | 0–0                                                                                          | 1–1                                                                                          | 2–0                                                                                          | 0–0                                                                                          | 0–2                                                                                          | 4–1                                                                                          | 4–4                                                                                          | 2–2                                                                                          | 0–4                                                                                          | 3–0                                                                                          | 0–5                                                                                          | 1–2                                                                                          | 2–0                                                                                          | 0–0                                                                                          | 1–3                                                                                          | 1–2                                                                                          | 1–2                                                                                          | 2–1                                                                                          | Ann.                                                                                         | 0–0                                                                                          | 0–2                                                                                          | 1–2                                                                                          | 0–2                                                                                          |                                                                                              |
| Earthquakes de San José (SJ)                                                                 | TOR                                                                                          | MIN                                                                                          | SEA                                                                                          | VAN                                                                                          | CHI                                                                                          | LA                                                                                           | LFC                                                                                          | COL                                                                                          | SEA                                                                                          | LA                                                                                           | POR                                                                                          | POR                                                                                          | COL                                                                                          | LFC                                                                                          | LA                                                                                           | VAN                                                                                          | POR                                                                                          | LA                                                                                           | SEA                                                                                          | VAN                                                                                          | RSL                                                                                          | LFC                                                                                          | SEA                                                                                          |                                                                                              |
| Earthquakes de San José (SJ)                                                                 | 2–2                                                                                          | 2–5                                                                                          | 0–0                                                                                          | 4–3                                                                                          | 2–0                                                                                          | 2–3                                                                                          | 1–5                                                                                          | 1–1                                                                                          | 1–7                                                                                          | 0–0                                                                                          | 1–1                                                                                          | 1–6                                                                                          | 0–5                                                                                          | 2–1                                                                                          | 2–1                                                                                          | 3–0                                                                                          | 0–3                                                                                          | 4–0                                                                                          | 0–0                                                                                          | 1–2                                                                                          | 2–0                                                                                          | 3–2                                                                                          | 1–4                                                                                          |                                                                                              |
| Sounders de Seattle (SEA)                                                                    | CHI                                                                                          | CLB                                                                                          | SJ                                                                                           | CHI                                                                                          | VAN                                                                                          | POR                                                                                          | LFC                                                                                          | RSL                                                                                          | POR                                                                                          | SJ                                                                                           | LFC                                                                                          | POR                                                                                          | LA                                                                                           | VAN                                                                                          | RSL                                                                                          | LFC                                                                                          | COL                                                                                          | SJ                                                                                           | POR                                                                                          | VAN                                                                                          | COL                                                                                          | LA                                                                                           | SJ                                                                                           |                                                                                              |
| Sounders de Seattle (SEA)                                                                    | 2–1                                                                                          | 1–1                                                                                          | 0–0                                                                                          | 1–2                                                                                          | 3–0                                                                                          | 3–0                                                                                          | 3–1                                                                                          | 2–2                                                                                          | 1–2                                                                                          | 7–1                                                                                          | 3–0                                                                                          | 0–1                                                                                          | 3–1                                                                                          | 3–1                                                                                          | 2–1                                                                                          | 1–3                                                                                          | Ann.                                                                                         | 0–0                                                                                          | 1–1                                                                                          | 2–0                                                                                          | 1–3                                                                                          | 1–1                                                                                          | 4–1                                                                                          |                                                                                              |
| Sporting Kansas City (SKC)                                                                   | VAN                                                                                          | HOU                                                                                          | MIN                                                                                          | COL                                                                                          | RSL                                                                                          | MIN                                                                                          | HOU                                                                                          | DAL                                                                                          | HOU                                                                                          | MIN                                                                                          | DAL                                                                                          | ORL                                                                                          | COL                                                                                          | HOU                                                                                          | CHI                                                                                          | NSH                                                                                          | DAL                                                                                          | CHI                                                                                          | COL                                                                                          | COL                                                                                          | CIN                                                                                          | MIN                                                                                          | RSL                                                                                          |                                                                                              |
| Sporting Kansas City (SKC)                                                                   | 3–1                                                                                          | 4–0                                                                                          | 1–2                                                                                          | 3–2                                                                                          | 2–0                                                                                          | 2–1                                                                                          | 2–5                                                                                          | 1–1                                                                                          | 1–1                                                                                          | 1–2                                                                                          | 1–0                                                                                          | 2–3                                                                                          | 1–2                                                                                          | 2–1                                                                                          | 1–0                                                                                          | 2–1                                                                                          | 0–1                                                                                          | 2–2                                                                                          | Ann.                                                                                         | 4–0                                                                                          | 1–0                                                                                          | Ann.                                                                                         | 2–0                                                                                          |                                                                                              |
| Toronto FC (TOR)                                                                             | SJ                                                                                           | NYC                                                                                          | DC                                                                                           | MTL                                                                                          | NE                                                                                           | VAN                                                                                          | VAN                                                                                          | MTL                                                                                          | MTL                                                                                          | VAN                                                                                          | MTL                                                                                          | DC                                                                                           | NYC                                                                                          | CLB                                                                                          | PHI                                                                                          | NE                                                                                           | CIN                                                                                          | NY                                                                                           | ATL                                                                                          | PHI                                                                                          | NYC                                                                                          | MIA                                                                                          | NY                                                                                           |                                                                                              |
| Toronto FC (TOR)                                                                             | 2–2                                                                                          | 1–0                                                                                          | 2–2                                                                                          | 4–3                                                                                          | 0–0                                                                                          | 3–0                                                                                          | 1–0                                                                                          | 1–0                                                                                          | 0–1                                                                                          | 2–3                                                                                          | 2–1                                                                                          | 2–2                                                                                          | 1–0                                                                                          | 3–1                                                                                          | 2–1                                                                                          | 1–0                                                                                          | 1–0                                                                                          | 1–1                                                                                          | 1–0                                                                                          | 0–5                                                                                          | 0–1                                                                                          | 2–1                                                                                          | 1–2                                                                                          |                                                                                              |
| Whitecaps de Vancouver (VAN)                                                                 | SKC                                                                                          | LA                                                                                           | SJ                                                                                           | SEA                                                                                          | CHI                                                                                          | TOR                                                                                          | TOR                                                                                          | MTL                                                                                          | TOR                                                                                          | MTL                                                                                          | MTL                                                                                          | RSL                                                                                          | LFC                                                                                          | POR                                                                                          | SEA                                                                                          | SJ                                                                                           | RSL                                                                                          | LFC                                                                                          | LA                                                                                           | SJ                                                                                           | SEA                                                                                          | POR                                                                                          | LA                                                                                           |                                                                                              |
| Whitecaps de Vancouver (VAN)                                                                 | 1–3                                                                                          | 1–0                                                                                          | 3–4                                                                                          | 0–3                                                                                          | 2–0                                                                                          | 0–3                                                                                          | 0–1                                                                                          | 0–2                                                                                          | 3–2                                                                                          | 2–4                                                                                          | 3–1                                                                                          | 2–1                                                                                          | 0–6                                                                                          | 0–1                                                                                          | 1–3                                                                                          | 0–3                                                                                          | 2–1                                                                                          | 2–1                                                                                          | 0–1                                                                                          | 2–1                                                                                          | 0–2                                                                                          | 0–1                                                                                          | 3–0                                                                                          |                                                                                              |

## TournoiMLS is Back

### Phase de groupes
|   | Équipe                | Pts | J |
| 1 | Orlando City SC       | 7   | 3 |
| 2 | Union de Philadelphie | 7   | 3 |
| 3 | New York City FC      | 3   | 3 |
| 4 | Inter Miami           | 0   | 3 |

|   | Équipe                  | Pts | J |
| 1 | Earthquakes de San José | 7   | 3 |
| 2 | Sounders de Seattle     | 4   | 3 |
| 3 | Whitecaps de Vancouver  | 3   | 3 |
| 4 | Fire de Chicago         | 3   | 3 |

|   | Équipe                       | Pts | J |
| 1 | Toronto FC                   | 5   | 3 |
| 2 | R. de la Nouvelle-Angleterre | 5   | 3 |
| 3 | Impact de Montréal           | 3   | 3 |
| 4 | D.C. United                  | 2   | 3 |

|   | Équipe               | Pts | J |
| 1 | Sporting Kansas City | 6   | 3 |
| 2 | Minnesota United     | 5   | 3 |
| 3 | Real Salt Lake       | 4   | 3 |
| 4 | Rapids du Colorado   | 1   | 3 |

|   | Équipe                | Pts | J |
| 1 | Crew de Columbus      | 9   | 3 |
| 2 | FC Cincinnati         | 6   | 3 |
| 3 | Red Bulls de New York | 3   | 3 |
| 4 | Atlanta United        | 0   | 3 |

|   | Équipe                | Pts | J |
| 1 | Timbers de Portland   | 7   | 3 |
| 2 | Los Angeles FC        | 5   | 3 |
| 3 | Dynamo de Houston     | 2   | 3 |
| 4 | Galaxy de Los Angeles | 1   | 3 |

### Phase finale
|  | Huitièmes de finale                  | Huitièmes de finale                  | Huitièmes de finale  | Huitièmes de finale  |                         |                         | Quarts de finale | Quarts de finale | Quarts de finale | Quarts de finale |  |  | Demi-finales | Demi-finales | Demi-finales | Demi-finales |  |  | Finale | Finale | Finale | Finale |
|  |                                      |                                      |                      |                      |                         |                         |                  |                  |                  |                  |  |  |              |              |              |              |  |  |        |        |        |        |
|  |                                      |                                      |                      |                      |                         |                         |                  |                  |                  |                  |  |  |              |              |              |              |  |  |        |        |        |        |
|  | Union de Philadelphie                | Union de Philadelphie                | 1                    | 1                    |                         |                         |                  |                  |                  |                  |  |  |              |              |              |              |  |  |        |        |        |        |
|  | Union de Philadelphie                | Union de Philadelphie                | 1                    | 1                    |                         |                         |                  |                  |                  |                  |  |  |              |              |              |              |  |  |        |        |        |        |
|  | Revolution de la Nouvelle-Angleterre | Revolution de la Nouvelle-Angleterre | 0                    | 0                    |                         |                         |                  |                  |                  |                  |  |  |              |              |              |              |  |  |        |        |        |        |
|  | Revolution de la Nouvelle-Angleterre | Revolution de la Nouvelle-Angleterre | 0                    | 0                    | Union de Philadelphie   | Union de Philadelphie   | 3                | 3                |                  |                  |  |  |              |              |              |              |  |  |        |        |        |        |
|  |                                      |                                      |                      |                      | Union de Philadelphie   | Union de Philadelphie   | 3                | 3                |                  |                  |  |  |              |              |              |              |  |  |        |        |        |        |
|  |                                      |                                      | Sporting Kansas City | Sporting Kansas City | 1                       | 1                       |                  |                  |                  |                  |  |  |              |              |              |              |  |  |        |        |        |        |
|  | Sporting Kansas City tab             | Sporting Kansas City tab             | Sporting Kansas City | Sporting Kansas City | 1                       | 1                       | 0 (3)            | 0 (3)            |                  |                  |  |  |              |              |              |              |  |  |        |        |        |        |
|  | Sporting Kansas City tab             | Sporting Kansas City tab             |                      |                      |                         |                         |                  | 0 (3)            |                  |                  |  |  |              |              |              |              |  |  |        |        |        |        |
|  | Whitecaps de Vancouver               | Whitecaps de Vancouver               | 0 (1)                | 0 (1)                |                         |                         |                  |                  |                  |                  |  |  |              |              |              |              |  |  |        |        |        |        |
|  | Whitecaps de Vancouver               | Whitecaps de Vancouver               | 0 (1)                | 0 (1)                | Union de Philadelphie   | Union de Philadelphie   | 1                | 1                |                  |                  |  |  |              |              |              |              |  |  |        |        |        |        |
|  |                                      |                                      |                      |                      | Union de Philadelphie   | Union de Philadelphie   | 1                | 1                |                  |                  |  |  |              |              |              |              |  |  |        |        |        |        |
|  |                                      |                                      | Timbers de Portland  | Timbers de Portland  | 2                       | 2                       |                  |                  |                  |                  |  |  |              |              |              |              |  |  |        |        |        |        |
|  | Toronto FC                           | Toronto FC                           | Timbers de Portland  | Timbers de Portland  | 2                       | 2                       | 1                | 1                |                  |                  |  |  |              |              |              |              |  |  |        |        |        |        |
|  | Toronto FC                           | Toronto FC                           |                      |                      |                         |                         |                  | 1                |                  |                  |  |  |              |              |              |              |  |  |        |        |        |        |
|  | New York City FC                     | New York City FC                     | 3                    | 3                    |                         |                         |                  |                  |                  |                  |  |  |              |              |              |              |  |  |        |        |        |        |
|  | New York City FC                     | New York City FC                     | 3                    | 3                    | New York City FC        | New York City FC        | 1                | 1                |                  |                  |  |  |              |              |              |              |  |  |        |        |        |        |
|  |                                      |                                      |                      |                      | New York City FC        | New York City FC        | 1                | 1                |                  |                  |  |  |              |              |              |              |  |  |        |        |        |        |
|  |                                      |                                      | Timbers de Portland  | Timbers de Portland  | 4                       | 4                       |                  |                  |                  |                  |  |  |              |              |              |              |  |  |        |        |        |        |
|  | Timbers de Portland tab              | Timbers de Portland tab              | Timbers de Portland  | Timbers de Portland  | 4                       | 4                       | 1 (4)            | 1 (4)            |                  |                  |  |  |              |              |              |              |  |  |        |        |        |        |
|  | Timbers de Portland tab              | Timbers de Portland tab              |                      |                      |                         |                         |                  | 1 (4)            |                  |                  |  |  |              |              |              |              |  |  |        |        |        |        |
|  | FC Cincinnati                        | FC Cincinnati                        | 1 (2)                | 1 (2)                |                         |                         |                  |                  |                  |                  |  |  |              |              |              |              |  |  |        |        |        |        |
|  | FC Cincinnati                        | FC Cincinnati                        | 1 (2)                | 1 (2)                | Timbers de Portland     | Timbers de Portland     | 2                | 2                |                  |                  |  |  |              |              |              |              |  |  |        |        |        |        |
|  |                                      |                                      |                      |                      | Timbers de Portland     | Timbers de Portland     | 2                | 2                |                  |                  |  |  |              |              |              |              |  |  |        |        |        |        |
|  |                                      |                                      | Orlando City SC      | Orlando City SC      | 1                       | 1                       |                  |                  |                  |                  |  |  |              |              |              |              |  |  |        |        |        |        |
|  | Orlando City SC                      | Orlando City SC                      | Orlando City SC      | Orlando City SC      | 1                       | 1                       | 1                | 1                |                  |                  |  |  |              |              |              |              |  |  |        |        |        |        |
|  | Orlando City SC                      | Orlando City SC                      |                      |                      |                         |                         |                  | 1                |                  |                  |  |  |              |              |              |              |  |  |        |        |        |        |
|  | Impact de Montréal                   | Impact de Montréal                   | 0                    | 0                    |                         |                         |                  |                  |                  |                  |  |  |              |              |              |              |  |  |        |        |        |        |
|  | Impact de Montréal                   | Impact de Montréal                   | 0                    | 0                    | Orlando City SC tab     | Orlando City SC tab     | 1 (5)            | 1 (5)            |                  |                  |  |  |              |              |              |              |  |  |        |        |        |        |
|  |                                      |                                      |                      |                      | Orlando City SC tab     | Orlando City SC tab     | 1 (5)            | 1 (5)            |                  |                  |  |  |              |              |              |              |  |  |        |        |        |        |
|  |                                      |                                      | Los Angeles FC       | Los Angeles FC       | 1 (4)                   | 1 (4)                   |                  |                  |                  |                  |  |  |              |              |              |              |  |  |        |        |        |        |
|  | Sounders de Seattle                  | Sounders de Seattle                  | Los Angeles FC       | Los Angeles FC       | 1 (4)                   | 1 (4)                   | 1                | 1                |                  |                  |  |  |              |              |              |              |  |  |        |        |        |        |
|  | Sounders de Seattle                  | Sounders de Seattle                  |                      |                      |                         |                         |                  | 1                |                  |                  |  |  |              |              |              |              |  |  |        |        |        |        |
|  | Los Angeles FC                       | Los Angeles FC                       | 4                    | 4                    |                         |                         |                  |                  |                  |                  |  |  |              |              |              |              |  |  |        |        |        |        |
|  | Los Angeles FC                       | Los Angeles FC                       | 4                    | 4                    | Orlando City SC         | Orlando City SC         | 3                | 3                |                  |                  |  |  |              |              |              |              |  |  |        |        |        |        |
|  |                                      |                                      |                      |                      | Orlando City SC         | Orlando City SC         | 3                | 3                |                  |                  |  |  |              |              |              |              |  |  |        |        |        |        |
|  |                                      |                                      | Minnesota United     | Minnesota United     | 1                       | 1                       |                  |                  |                  |                  |  |  |              |              |              |              |  |  |        |        |        |        |
|  | Earthquakes de San José              | Earthquakes de San José              | Minnesota United     | Minnesota United     | 1                       | 1                       | 5                | 5                |                  |                  |  |  |              |              |              |              |  |  |        |        |        |        |
|  | Earthquakes de San José              | Earthquakes de San José              |                      |                      |                         |                         |                  | 5                |                  |                  |  |  |              |              |              |              |  |  |        |        |        |        |
|  | Real Salt Lake                       | Real Salt Lake                       | 2                    | 2                    |                         |                         |                  |                  |                  |                  |  |  |              |              |              |              |  |  |        |        |        |        |
|  | Real Salt Lake                       | Real Salt Lake                       | 2                    | 2                    | Earthquakes de San José | Earthquakes de San José | 1                | 1                |                  |                  |  |  |              |              |              |              |  |  |        |        |        |        |
|  |                                      |                                      |                      |                      | Earthquakes de San José | Earthquakes de San José | 1                | 1                |                  |                  |  |  |              |              |              |              |  |  |        |        |        |        |
|  |                                      |                                      | Minnesota United     | Minnesota United     | 4                       | 4                       |                  |                  |                  |                  |  |  |              |              |              |              |  |  |        |        |        |        |
|  | Crew de Columbus                     | Crew de Columbus                     | Minnesota United     | Minnesota United     | 4                       | 4                       | 1 (3)            | 1 (3)            |                  |                  |  |  |              |              |              |              |  |  |        |        |        |        |
|  | Crew de Columbus                     | Crew de Columbus                     |                      |                      |                         |                         |                  | 1 (3)            |                  |                  |  |  |              |              |              |              |  |  |        |        |        |        |
|  | Minnesota United tab                 | Minnesota United tab                 | 1 (5)                | 1 (5)                |                         |                         |                  |                  |                  |                  |  |  |              |              |              |              |  |  |        |        |        |        |
|  | Minnesota United tab                 | Minnesota United tab                 | 1 (5)                | 1 (5)                |                         |                         |                  |                  |                  |                  |  |  |              |              |              |              |  |  |        |        |        |        |
|  |                                      |                                      |                      |                      |                         |                         |                  |                  |                  |                  |  |  |              |              |              |              |  |  |        |        |        |        |

## Séries éliminatoires

### Règlement
Exceptionnellement cette saison, dix-huit équipes se qualifient pour les séries éliminatoires (soit dix dans la conférence Est et huit dans l'Ouest). Dans l'Est, les équipes classées de la septième à la dixième place disputent une rencontre de barrages avant d'intégrer le tableau principal. La meilleure équipe de chaque conférence affronte au premier tour l'équipe la moins bien classée de sa région.
Tous les tours des séries se déroulent en un seul match, avec prolongation et tirs au but éventuels.
La finale MLS a lieu sur le terrain de la meilleure équipe en phase régulière.
Cette finale se déroule aussi en un seul match, avec prolongation et tirs au but pour départager si nécessaire les équipes.
Le gagnant du championnat se qualifie pour la Ligue des champions de la CONCACAF 2021. Si cette équipe s'était qualifiée pour cette compétition, la place est redistribuée à la meilleure équipe de la saison régulière non encore qualifiée pour cette compétition.

### Résultats

#### Tableau final
|  | Barrages Conférence Est |                    |   |   |  |  |  |  |  |  |
|  |                         |                    |   |   |  |  |  |  |  |  |
|  | 20 novembre             |                    |   |   |  |  |  |  |  |  |
|  | E70 Nashville SC        | E70 Nashville SC   | 3 | 3 |  |  |  |  |  |  |
|  | E70 Nashville SC        | E70 Nashville SC   | 3 | 3 |  |  |  |  |  |  |
|  | E10 Inter Miami CF      | E10 Inter Miami CF | 0 | 0 |  |  |  |  |  |  |
|  | E10 Inter Miami CF      | E10 Inter Miami CF | 0 | 0 |  |  |  |  |  |  |

|  | Barrages Conférence Est                 |                                         |   |   |  |  |  |  |  |  |
|  |                                         |                                         |   |   |  |  |  |  |  |  |
|  | 20 novembre                             |                                         |   |   |  |  |  |  |  |  |
|  | E8 Revolution de la Nouvelle-Angleterre | E8 Revolution de la Nouvelle-Angleterre | 2 | 2 |  |  |  |  |  |  |
|  | E8 Revolution de la Nouvelle-Angleterre | E8 Revolution de la Nouvelle-Angleterre | 2 | 2 |  |  |  |  |  |  |
|  | E9 Impact de Montréal                   | E9 Impact de Montréal                   | 1 | 1 |  |  |  |  |  |  |
|  | E9 Impact de Montréal                   | E9 Impact de Montréal                   | 1 | 1 |  |  |  |  |  |  |

|  | Premier tour                            | Premier tour                            | Premier tour           | Premier tour           |                                         |                                         | Demi-finales de conférence | Demi-finales de conférence | Demi-finales de conférence | Demi-finales de conférence |  |  | Finales de conférence | Finales de conférence | Finales de conférence | Finales de conférence |  |  | Coupe MLS 2020 | Coupe MLS 2020 | Coupe MLS 2020 | Coupe MLS 2020 |
|  |                                         |                                         |                        |                        |                                         |                                         |                            |                            |                            |                            |  |  |                       |                       |                       |                       |  |  |                |                |                |                |
|  |                                         |                                         |                        |                        |                                         |                                         |                            |                            |                            |                            |  |  |                       |                       |                       |                       |  |  |                |                |                |                |
|  | E1 Union de Philadelphie                | E1 Union de Philadelphie                | 0                      | 0                      |                                         |                                         |                            |                            |                            |                            |  |  |                       |                       |                       |                       |  |  |                |                |                |                |
|  | E1 Union de Philadelphie                | E1 Union de Philadelphie                | 0                      | 0                      |                                         |                                         |                            |                            |                            |                            |  |  |                       |                       |                       |                       |  |  |                |                |                |                |
|  | E8 Revolution de la Nouvelle-Angleterre | E8 Revolution de la Nouvelle-Angleterre | 2                      | 2                      |                                         |                                         |                            |                            |                            |                            |  |  |                       |                       |                       |                       |  |  |                |                |                |                |
|  | E8 Revolution de la Nouvelle-Angleterre | E8 Revolution de la Nouvelle-Angleterre | 2                      | 2                      | E8 Revolution de la Nouvelle-Angleterre | E8 Revolution de la Nouvelle-Angleterre | 3                          | 3                          |                            |                            |  |  |                       |                       |                       |                       |  |  |                |                |                |                |
|  |                                         |                                         |                        |                        | E8 Revolution de la Nouvelle-Angleterre | E8 Revolution de la Nouvelle-Angleterre | 3                          | 3                          |                            |                            |  |  |                       |                       |                       |                       |  |  |                |                |                |                |
|  |                                         |                                         | E4 Orlando City SC     | E4 Orlando City SC     | 1                                       | 1                                       |                            |                            |                            |                            |  |  |                       |                       |                       |                       |  |  |                |                |                |                |
|  | E4 Orlando City SC tab                  | E4 Orlando City SC tab                  | E4 Orlando City SC     | E4 Orlando City SC     | 1                                       | 1                                       | 1 (6)                      | 1 (6)                      |                            |                            |  |  |                       |                       |                       |                       |  |  |                |                |                |                |
|  | E4 Orlando City SC tab                  | E4 Orlando City SC tab                  |                        |                        |                                         |                                         |                            | 1 (6)                      |                            |                            |  |  |                       |                       |                       |                       |  |  |                |                |                |                |
|  | E5 New York City FC                     | E5 New York City FC                     | 1 (5)                  | 1 (5)                  |                                         |                                         |                            |                            |                            |                            |  |  |                       |                       |                       |                       |  |  |                |                |                |                |
|  | E5 New York City FC                     | E5 New York City FC                     | 1 (5)                  | 1 (5)                  | E8 Revolution de la Nouvelle-Angleterre | E8 Revolution de la Nouvelle-Angleterre | 0                          | 0                          |                            |                            |  |  |                       |                       |                       |                       |  |  |                |                |                |                |
|  |                                         |                                         |                        |                        | E8 Revolution de la Nouvelle-Angleterre | E8 Revolution de la Nouvelle-Angleterre | 0                          | 0                          |                            |                            |  |  |                       |                       |                       |                       |  |  |                |                |                |                |
|  |                                         |                                         | E3 Crew de Columbus    | E3 Crew de Columbus    | 1                                       | 1                                       |                            |                            |                            |                            |  |  |                       |                       |                       |                       |  |  |                |                |                |                |
|  | E3 Crew de Columbus                     | E3 Crew de Columbus                     | E3 Crew de Columbus    | E3 Crew de Columbus    | 1                                       | 1                                       | 3                          | 3                          |                            |                            |  |  |                       |                       |                       |                       |  |  |                |                |                |                |
|  | E3 Crew de Columbus                     | E3 Crew de Columbus                     |                        |                        |                                         |                                         |                            | 3                          |                            |                            |  |  |                       |                       |                       |                       |  |  |                |                |                |                |
|  | E6 Red Bulls de New York                | E6 Red Bulls de New York                | 2                      | 2                      |                                         |                                         |                            |                            |                            |                            |  |  |                       |                       |                       |                       |  |  |                |                |                |                |
|  | E6 Red Bulls de New York                | E6 Red Bulls de New York                | 2                      | 2                      | E3 Crew de Columbus a. p.               | E3 Crew de Columbus a. p.               | 2                          | 2                          |                            |                            |  |  |                       |                       |                       |                       |  |  |                |                |                |                |
|  |                                         |                                         |                        |                        | E3 Crew de Columbus a. p.               | E3 Crew de Columbus a. p.               | 2                          | 2                          |                            |                            |  |  |                       |                       |                       |                       |  |  |                |                |                |                |
|  |                                         |                                         | E7 Nashville SC        | E7 Nashville SC        | 0                                       | 0                                       |                            |                            |                            |                            |  |  |                       |                       |                       |                       |  |  |                |                |                |                |
|  | E2 Toronto FC                           | E2 Toronto FC                           | E7 Nashville SC        | E7 Nashville SC        | 0                                       | 0                                       | 0                          | 0                          |                            |                            |  |  |                       |                       |                       |                       |  |  |                |                |                |                |
|  | E2 Toronto FC                           | E2 Toronto FC                           |                        |                        |                                         |                                         |                            | 0                          |                            |                            |  |  |                       |                       |                       |                       |  |  |                |                |                |                |
|  | E7 Nashville SC a. p.                   | E7 Nashville SC a. p.                   | 1                      | 1                      |                                         |                                         |                            |                            |                            |                            |  |  |                       |                       |                       |                       |  |  |                |                |                |                |
|  | E7 Nashville SC a. p.                   | E7 Nashville SC a. p.                   | 1                      | 1                      | E3 Crew de Columbus                     | E3 Crew de Columbus                     | 3                          | 3                          |                            |                            |  |  |                       |                       |                       |                       |  |  |                |                |                |                |
|  |                                         |                                         |                        |                        | E3 Crew de Columbus                     | E3 Crew de Columbus                     | 3                          | 3                          |                            |                            |  |  |                       |                       |                       |                       |  |  |                |                |                |                |
|  |                                         |                                         | O2 Sounders de Seattle | O2 Sounders de Seattle | 0                                       | 0                                       |                            |                            |                            |                            |  |  |                       |                       |                       |                       |  |  |                |                |                |                |
|  | O1 Sporting Kansas City tab             | O1 Sporting Kansas City tab             | O2 Sounders de Seattle | O2 Sounders de Seattle | 0                                       | 0                                       | 3 (3)                      | 3 (3)                      |                            |                            |  |  |                       |                       |                       |                       |  |  |                |                |                |                |
|  | O1 Sporting Kansas City tab             | O1 Sporting Kansas City tab             |                        |                        |                                         |                                         |                            | 3 (3)                      |                            |                            |  |  |                       |                       |                       |                       |  |  |                |                |                |                |
|  | O8 Earthquakes de San José              | O8 Earthquakes de San José              | 3 (0)                  | 3 (0)                  |                                         |                                         |                            |                            |                            |                            |  |  |                       |                       |                       |                       |  |  |                |                |                |                |
|  | O8 Earthquakes de San José              | O8 Earthquakes de San José              | 3 (0)                  | 3 (0)                  | O1 Sporting Kansas City                 | O1 Sporting Kansas City                 | 0                          | 0                          |                            |                            |  |  |                       |                       |                       |                       |  |  |                |                |                |                |
|  |                                         |                                         |                        |                        | O1 Sporting Kansas City                 | O1 Sporting Kansas City                 | 0                          | 0                          |                            |                            |  |  |                       |                       |                       |                       |  |  |                |                |                |                |
|  |                                         |                                         | O4 Minnesota United    | O4 Minnesota United    | 3                                       | 3                                       |                            |                            |                            |                            |  |  |                       |                       |                       |                       |  |  |                |                |                |                |
|  | O4 Minnesota United                     | O4 Minnesota United                     | O4 Minnesota United    | O4 Minnesota United    | 3                                       | 3                                       | 3                          | 3                          |                            |                            |  |  |                       |                       |                       |                       |  |  |                |                |                |                |
|  | O4 Minnesota United                     | O4 Minnesota United                     |                        |                        |                                         |                                         |                            | 3                          |                            |                            |  |  |                       |                       |                       |                       |  |  |                |                |                |                |
|  | O5 Rapids du Colorado                   | O5 Rapids du Colorado                   | 0                      | 0                      |                                         |                                         |                            |                            |                            |                            |  |  |                       |                       |                       |                       |  |  |                |                |                |                |
|  | O5 Rapids du Colorado                   | O5 Rapids du Colorado                   | 0                      | 0                      | O4 Minnesota United                     | O4 Minnesota United                     | 2                          | 2                          |                            |                            |  |  |                       |                       |                       |                       |  |  |                |                |                |                |
|  |                                         |                                         |                        |                        | O4 Minnesota United                     | O4 Minnesota United                     | 2                          | 2                          |                            |                            |  |  |                       |                       |                       |                       |  |  |                |                |                |                |
|  |                                         |                                         | O2 Sounders de Seattle | O2 Sounders de Seattle | 3                                       | 3                                       |                            |                            |                            |                            |  |  |                       |                       |                       |                       |  |  |                |                |                |                |
|  | O3 Timbers de Portland                  | O3 Timbers de Portland                  | O2 Sounders de Seattle | O2 Sounders de Seattle | 3                                       | 3                                       | 1 (7)                      | 1 (7)                      |                            |                            |  |  |                       |                       |                       |                       |  |  |                |                |                |                |
|  | O3 Timbers de Portland                  | O3 Timbers de Portland                  |                        |                        |                                         |                                         |                            | 1 (7)                      |                            |                            |  |  |                       |                       |                       |                       |  |  |                |                |                |                |
|  | O6 FC Dallas tab                        | O6 FC Dallas tab                        | 1 (8)                  | 1 (8)                  |                                         |                                         |                            |                            |                            |                            |  |  |                       |                       |                       |                       |  |  |                |                |                |                |
|  | O6 FC Dallas tab                        | O6 FC Dallas tab                        | 1 (8)                  | 1 (8)                  | O6 FC Dallas                            | O6 FC Dallas                            | 0                          | 0                          |                            |                            |  |  |                       |                       |                       |                       |  |  |                |                |                |                |
|  |                                         |                                         |                        |                        | O6 FC Dallas                            | O6 FC Dallas                            | 0                          | 0                          |                            |                            |  |  |                       |                       |                       |                       |  |  |                |                |                |                |
|  |                                         |                                         | O2 Sounders de Seattle | O2 Sounders de Seattle | 1                                       | 1                                       |                            |                            |                            |                            |  |  |                       |                       |                       |                       |  |  |                |                |                |                |
|  | O2 Sounders de Seattle                  | O2 Sounders de Seattle                  | O2 Sounders de Seattle | O2 Sounders de Seattle | 1                                       | 1                                       | 3                          | 3                          |                            |                            |  |  |                       |                       |                       |                       |  |  |                |                |                |                |
|  | O2 Sounders de Seattle                  | O2 Sounders de Seattle                  |                        |                        |                                         |                                         |                            | 3                          |                            |                            |  |  |                       |                       |                       |                       |  |  |                |                |                |                |
|  | O7 Los Angeles FC                       | O7 Los Angeles FC                       | 1                      | 1                      |                                         |                                         |                            |                            |                            |                            |  |  |                       |                       |                       |                       |  |  |                |                |                |                |
|  | O7 Los Angeles FC                       | O7 Los Angeles FC                       | 1                      | 1                      |                                         |                                         |                            |                            |                            |                            |  |  |                       |                       |                       |                       |  |  |                |                |                |                |
|  |                                         |                                         |                        |                        |                                         |                                         |                            |                            |                            |                            |  |  |                       |                       |                       |                       |  |  |                |                |                |                |

#### Barrages
| 20 novembre 2020 | Revolution de la Nouvelle-Angleterre | 2 - 1   | Impact de Montréal | Gillette Stadium, Foxborough |                          |
| 18h30 EDT        | Gil 38e Bou 90+5e                    | (1 - 0) | 61e Quioto         | Arbitrage : Jair Marrufo     | Arbitrage : Jair Marrufo |
| 18h30 EDT        | Rapport                              |         |                    | Arbitrage : Jair Marrufo     | Arbitrage : Jair Marrufo |

| 20 novembre 2020 | Nashville SC                            | 3 - 0   | Inter Miami | Nissan Stadium, Nashville                     |                                               |
| 20h00 EDT        | Leal 14e Mukhtar 24e (pen.) McCarty 57e | (2 - 0) |             | Spectateurs : 3 240 Arbitrage : Ismail Elfath | Spectateurs : 3 240 Arbitrage : Ismail Elfath |
| 20h00 EDT        | Rapport                                 |         |             | Spectateurs : 3 240 Arbitrage : Ismail Elfath | Spectateurs : 3 240 Arbitrage : Ismail Elfath |

#### Conférence Ouest

##### Premier tour
| 22 novembre 2020 | Sporting Kansas City                | 3 - 3 a. p.           | Earthquakes de San José                  | Children's Mercy Park, Kansas City |                          |
| 15h00 CST        | R. Espinoza 4e Ilie 47e Busio 90+1e | (1 - 2, 3 - 3, 3 - 3) | 22e Fierro 34e Salinas 90+7e Wondolowski | Arbitrage : Nima Saghafi           | Arbitrage : Nima Saghafi |
| 15h00 CST        | Rapport                             |                       |                                          | Arbitrage : Nima Saghafi           | Arbitrage : Nima Saghafi |
| 15h00 CST        | Russell Ilie Shelton                | Tirs au but 3 - 0     | Alanís Yueill C. Espinoza                | Arbitrage : Nima Saghafi           | Arbitrage : Nima Saghafi |

| 22 novembre 2020 | Minnesota United       | 3 - 0   | Rapids du Colorado | Allianz Field, Saint Paul |                       |
| 18h30 CST        | Molino 22e 79e Lod 54e | (1 - 0) |                    | Arbitrage : Ted Unkel     | Arbitrage : Ted Unkel |
| 18h30 CST        | Rapport                |         |                    | Arbitrage : Ted Unkel     | Arbitrage : Ted Unkel |

| 22 novembre 2020 | Timbers de Portland                                            | 1 - 1 a. p.           | FC Dallas                                                      | Providence Park, Portland      |                                |
| 19h00 PST        | Villafaña 82e                                                  | (0 - 0, 1 - 1, 1 - 1) | 90+3e Pepi                                                     | Arbitrage : Armando Villarreal | Arbitrage : Armando Villarreal |
| 19h00 PST        | Rapport                                                        |                       |                                                                | Arbitrage : Armando Villarreal | Arbitrage : Armando Villarreal |
| 19h00 PST        | Valeri Farfan Župarić Ebobisse Bodily D. Chará Loría Villafaña | Tirs au but 7 - 8     | Ziegler Jara Bressan Pepi Hollingshead Hedges Tessmann Twumasi | Arbitrage : Armando Villarreal | Arbitrage : Armando Villarreal |

| 24 novembre 2020 | Sounders de Seattle                | 3 - 1   | Los Angeles FC | Lumen Field, Seattle    |                         |
| 19h30 PST        | Lodeiro 18e Ruidíaz 66e Morris 80e | (1 - 0) | 77e Atuesta    | Arbitrage : Kevin Stott | Arbitrage : Kevin Stott |
| 19h30 PST        | Rapport                            |         |                | Arbitrage : Kevin Stott | Arbitrage : Kevin Stott |

##### Demi-finales
| 1er décembre 2020 | Sounders de Seattle | 1 - 0   | FC Dallas | Lumen Field, Seattle      |                           |
| 18h30 PST         | O'Neill 49e         | (0 - 0) |           | Arbitrage : Robert Sibiga | Arbitrage : Robert Sibiga |
| 18h30 PST         | Rapport             |         |           | Arbitrage : Robert Sibiga | Arbitrage : Robert Sibiga |

| 3 décembre 2020 | Sporting Kansas City | 0 - 3   | Minnesota United           | Children's Mercy Park, Kansas City |                          |
| 19h00 CST       |                      | (0 - 3) | 27e 35e Molino 39e Dibassy | Arbitrage : Drew Fischer           | Arbitrage : Drew Fischer |
| 19h00 CST       | Rapport              |         |                            | Arbitrage : Drew Fischer           | Arbitrage : Drew Fischer |

##### Finale
| 7 décembre 2020 | Sounders de Seattle                  | 3 - 2   | Minnesota United        | Lumen Field, Seattle      |                           |
| 18h30 PST       | Bruin 75e Ruidíaz 89e Svensson 90+3e | (0 - 1) | 29e Reynoso 67e Dibassy | Arbitrage : Ismail Elfath | Arbitrage : Ismail Elfath |
| 18h30 PST       | Rapport                              |         |                         | Arbitrage : Ismail Elfath | Arbitrage : Ismail Elfath |

#### Conférence Est

##### Premier tour
| 21 novembre 2020 | Orlando City SC                                 | 1 - 1 a. p.           | New York City FC                                                    | Exploria Stadium, Orlando |                           |
| 12h00 EST        | Nani 5e (pen.)                                  | (1 - 1, 1 - 1, 1 - 1) | 8e Chanot                                                           | Arbitrage : Allen Chapman | Arbitrage : Allen Chapman |
| 12h00 EST        | Rapport                                         |                       |                                                                     | Arbitrage : Allen Chapman | Arbitrage : Allen Chapman |
| 12h00 EST        | Akindele Perea Antônio Urso Nani Jansson Michel | Tirs au but 6 - 5     | Moralez Medina Rocha Tajouri-Shradi Castellanos Acevedo Þórarinsson | Arbitrage : Allen Chapman | Arbitrage : Allen Chapman |

| 21 novembre 2020 | Crew de Columbus                       | 3 - 2   | Red Bulls de New York | Mapfre Stadium, Columbus   |                            |
| 15h00 EST        | Santos 26e (pen.) Nagbe 46e Zardes 68e | (1 - 1) | 23e Clark 90e White   | Arbitrage : Alex Chilowicz | Arbitrage : Alex Chilowicz |
| 15h00 EST        | Rapport                                |         |                       | Arbitrage : Alex Chilowicz | Arbitrage : Alex Chilowicz |

| 24 novembre 2020 | Toronto FC | 0 - 1 a. p.           | Nashville SC | Pratt & Whitney Stadium, East Hartford |                           |
| 18h00 EST        |            | (0 - 0, 0 - 0, 0 - 0) | 108e Ríos    | Arbitrage : Robert Sibiga              | Arbitrage : Robert Sibiga |
| 18h00 EST        | Rapport    |                       |              | Arbitrage : Robert Sibiga              | Arbitrage : Robert Sibiga |

| 24 novembre 2020 | Union de Philadelphie | 0 - 2   | Revolution de la Nouvelle-Angleterre | Subaru Park, Chester         |                              |
| 20h00 EST        |                       | (0 - 2) | 26e Buksa 30e Buchanan               | Arbitrage : Joseph Dickerson | Arbitrage : Joseph Dickerson |
| 20h00 EST        | Rapport               |         |                                      | Arbitrage : Joseph Dickerson | Arbitrage : Joseph Dickerson |

##### Demi-finales
| 29 novembre 2020 | Orlando City SC | 1 - 3   | Revolution de la Nouvelle-Angleterre | Exploria Stadium, Orlando  |                            |
| 15h00 EST        | Urso 33e        | (1 - 2) | 17e (pen.) Gil 25e 86e Bou           | Arbitrage : Alex Chilowicz | Arbitrage : Alex Chilowicz |
| 15h00 EST        | Rapport         |         |                                      | Arbitrage : Alex Chilowicz | Arbitrage : Alex Chilowicz |

| 29 novembre 2020 | Crew de Columbus       | 2 - 0 a. p.          | Nashville SC | Mapfre Stadium, Columbus       |                                |
| 20h00 EST        | Santos 99e Zardes 103e | (0 - 0, 0 - 0, 2 -0) |              | Arbitrage : Armando Villarreal | Arbitrage : Armando Villarreal |
| 20h00 EST        | Rapport                |                      |              | Arbitrage : Armando Villarreal | Arbitrage : Armando Villarreal |

##### Finale
| 6 décembre 2020 | Crew de Columbus | 1 - 0   | Revolution de la Nouvelle-Angleterre | Mapfre Stadium, Columbus       |                                |
| 15h00 EST       | Artur 59e        | (0 - 0) |                                      | Arbitrage : Armando Villarreal | Arbitrage : Armando Villarreal |
| 15h00 EST       | Rapport          |         |                                      | Arbitrage : Armando Villarreal | Arbitrage : Armando Villarreal |

#### Finale MLS
| 12 décembre 2020 | Crew de Columbus              | 3 - 0   | Sounders de Seattle | Mapfre Stadium, Columbus |                          |
| 20 h EST         | Zelarayán 25e 82e Etienne 31e | (2 - 0) |                     | Arbitrage : Jair Marrufo | Arbitrage : Jair Marrufo |
| 20 h EST         | Rapport                       |         |                     | Arbitrage : Jair Marrufo | Arbitrage : Jair Marrufo |

## Statistiques individuelles
| Rang | Joueur            | Club                  | Buts | Passes |
| ---- | ----------------- | --------------------- | ---- | ------ |
| 1    | Diego Rossi       | Los Angeles FC        | 14   | 4      |
| 2    | Gyasi Zardes      | Crew de Columbus      | 12   | 4      |
| 3    | Raúl Ruidíaz      | Sounders de Seattle   | 12   | 4      |
| 4    | Robert Berić      | Fire de Chicago       | 12   | 1      |
| 5    | Jordan Morris     | Sounders de Seattle   | 10   | 8      |
| 6    | Chris Mueller     | Orlando City SC       | 10   | 7      |
| 7    | Cristian Pavón    | Galaxy de Los Angeles | 10   | 7      |
| 8    | Alejandro Pozuelo | Toronto FC            | 9    | 10     |
| 9    | Kevin Molino      | Minnesota United      | 9    | 4      |
| 10   | Ayo Akinola       | Toronto FC            | 9    | 0      |

| Rang | Joueur            | Club                    | Passes |
| ---- | ----------------- | ----------------------- | ------ |
| 1    | Darwin Quintero   | Dynamo de Houston       | 10     |
| 2    | Nicolás Lodeiro   | Sounders de Seattle     | 10     |
| 3    | Alejandro Pozuelo | Toronto FC              | 10     |
| 4    | Cristian Espinoza | Earthquakes de San José | 9      |
| 5    | Mauricio Pereyra  | Orlando City SC         | 8      |
| 6    | Yimmi Chará       | Timbers de Portland     | 8      |
| 7    | Jordan Morris     | Sounders de Seattle     | 8      |
| 8    | Pedro Santos      | Crew de Columbus        | 8      |
| 9    | Lewis Morgan      | Inter Miami             | 8      |
| 10   | Emanuel Reynoso   | Minnesota United        | 7      |

## Récompenses individuelles

### Récompenses annuelles
| Trophée                            | Joueur                         | Club                           |
| ---------------------------------- | ------------------------------ | ------------------------------ |
| Meilleur joueur (saison régulière) | Alejandro Pozuelo              | Toronto FC                     |
| Meilleur joueur (finale MLS)       | Lucas Zelarayán                | Crew de Columbus               |
| Meilleur jeune joueur              | Diego Rossi                    | Los Angeles FC                 |
| Meilleur gardien                   | Andre Blake                    | Union de Philadelphie          |
| Meilleur défenseur                 | Walker Zimmerman               | Nashville SC                   |
| Meilleur entraîneur                | Jim Curtin                     | Union de Philadelphie          |
| Meilleur nouveau venu              | Lucas Zelarayán                | Crew de Columbus               |
| Meilleur come-back                 | Bradley Wright-Phillips        | Los Angeles FC                 |
| Meilleur buteur                    | Diego Rossi                    | Los Angeles FC                 |
| Action humanitaire de l'année      | Black Players for Change (BPC) | Black Players for Change (BPC) |
| Meilleur arbitre                   | Ismail Elfath                  | Ismail Elfath                  |
| Meilleur arbitre assistant         | Kathryn Nesbitt                | Kathryn Nesbitt                |
| Meilleur but                       | Darlington Nagbe               | Crew de Columbus               |
| Meilleur arrêt                     | Eloy Room                      | Crew de Columbus               |

### Équipe-type
| #          | Joueurs           | Club                  | Bilan clubs                       |
| ---------- | ----------------- | --------------------- | --------------------------------- |
| Gardien    | Andre Blake       | Union de Philadelphie | Union de Philadelphie : 3 joueurs |
| Défenseurs | Walker Zimmerman  | Nashville SC          | Union de Philadelphie : 3 joueurs |
| Défenseurs | Mark McKenzie     | Union de Philadelphie | Union de Philadelphie : 3 joueurs |
| Défenseurs | Jonathan Mensah   | Crew de Columbus      | Sounders de Seattle : 3 joueurs   |
| Milieux    | Alejandro Pozuelo | Toronto FC            | Sounders de Seattle : 3 joueurs   |
| Milieux    | Nicolás Lodeiro   | Sounders de Seattle   | Sounders de Seattle : 3 joueurs   |
| Milieux    | Diego Chará       | Timbers de Portland   | Crew de Columbus : 1 joueur       |
| Milieux    | Brenden Aaronson  | Union de Philadelphie | Los Angeles FC : 1 joueur         |
| Attaquant  | Diego Rossi       | Los Angeles FC        | Nashville SC : 1 joueur           |
| Attaquant  | Jordan Morris     | Sounders de Seattle   | Timbers de Portland : 1 joueur    |
| Attaquant  | Raúl Ruidíaz      | Sounders de Seattle   | Toronto FC : 1 joueur             |

### Récompenses mensuelles

#### Joueur du mois
| Mois                |                      |                  |          |
| Mois                | Joueur               | Club             | Lien     |
| ------------------- | -------------------- | ---------------- | -------- |
| Août                | Daryl Dike           | Orlando City SC  | 5M 6B 2P |
| Septembre           | Alejandro Pozuelo    | Toronto FC       | 6M 4B 2P |
| Octobre et novembre | Valentín Castellanos | New York City FC | 8M 6B 3P |

M=Matchs; B=Buts; P=Passes décisives

### Récompenses hebdomadaires

#### Joueur de la semaine
Il n'y a pas de joueur de la semaine pendant le Tournoi MLS is Back, ni en semaine 23.
| Semaine         | Joueur                  | Équipe                  | Lien                |
| --------------- | ----------------------- | ----------------------- | ------------------- |
| Semaine 1       | Jordan Morris           | Sounders de Seattle     | 2B (dont BV)        |
| Semaine 2       | Ike Opara               | Minnesota United FC     | 2B                  |
| Semaine 6       | Raúl Ruidíaz            | Sounders de Seattle     | 2B 1P               |
| Semaines 7 et 8 | Kacper Przybyłko        | Union de Philadelphie   | 2M 4B (dont 1BV) 1P |
| Semaine 9       | Diego Rossi             | Los Angeles FC          | 2B                  |
| Semaine 10      | Sebastian Lletget       | Galaxy de Los Angeles   | 2B                  |
| Semaine 11      | Jordan Morris           | Sounders de Seattle     | 1B 2P               |
| Semaine 12      | Diego Valeri            | Timbers de Portland     | 2B 1P               |
| Semaine 13      | Bradley Wright-Phillips | Los Angeles FC          | 2B                  |
| Semaine 14      | Richie Laryea           | Toronto FC              | 1B 1P               |
| Semaine 15      | Alan Pulido             | Sporting de Kansas City | 2B                  |
| Semaine 16      | Jeremy Ebobisse         | Timbers de Portland     | 2B                  |
| Semaine 17      | Danny Musovski          | Los Angeles FC          | 2B 1P               |
| Semaine 18      | Hany Mukhtar            | Nashville SC            | 2B                  |
| Semaine 19      | Bojan Krkić             | Impact de Montréal      | 1B 1P (PV)          |
| Semaine 20      | Sergio Santos           | Union de Philadelphie   | 3B                  |
| Semaine 21      | Chris Wondolowski       | Earthquakes de San José | 2B                  |
| Semaine 22      | Valentín Castellanos    | New York City FC        | 3B 1P               |
| Semaine 24      | Kevin Molino            | Minnesota United FC     | 2B                  |

M=Matchs; B=Buts; P=Passes décisives; BV=But Vainqueur; PV=Passe Vainqueur; A=Arrêts; CS=Clean Sheet; V=Victoire

#### But de la semaine
| Semaine                 | Joueur            | Équipe                 |
| ----------------------- | ----------------- | ---------------------- |
| Semaine 1               | Emerson Hyndman   | Atlanta United         |
| MLS is Back – Semaine 1 | Lucas Zelarayán   | Crew de Columbus       |
| MLS is Back – Semaine 2 | Frankie Amaya     | FC Cincinnati          |
| MLS is Back – Semaine 3 | Gerso Fernandes ` | Sporting Kansas City   |
| Semaine 6               | Pity Martínez     | Atlanta United         |
| Semaines 7 et 8         | Raúl Ruidíaz      | Sounders de Seattle    |
| Semaine 9               | Pablo Ruíz        | Real Salt Lake         |
| Semaine 10              | Sebastian Lletget | Galaxy de Los Angeles  |
| Semaine 11              | Anthony Fontana   | Union de Philadelphie  |
| Semaine 12              | Haris Medunjanin  | FC Cincinnati          |
| Semaine 14              | Richie Laryea     | Toronto FC             |
| Semaine 15              | Brooks Lennon     | Atlanta United         |
| Semaine 16              | Gonzalo Higuaín   | Inter Miami            |
| Semaine 17              | Erik Hurtado      | Sporting Kansas City   |
| Semaine 18              | Mark McKenzie     | Union de Philadelphie  |
| Semaine 19              | Bojan Krkić       | Impact de Montréal     |
| Semaine 20              | Ali Adnan         | Whitecaps de Vancouver |
| Semaine 21              | Andy Polo         | Timbers de Portland    |
| Semaine 22              | Keegan Rosenberry | Rapids du Colorado     |
| Semaine 23              | Benji Michel      | Orlando City SC        |
| Semaine 24              | Mikey Ambrose     | Inter Miami            |

## Bilan
| Championnat des États-Unis de football 2020 |                                      |
| Champion                                    | Crew de Columbus (2e titre)          |
| Dauphin                                     | Sounders de Seattle                  |
| Séries (demi-finales de conférence)         | Sporting de Kansas City              |
| Séries (demi-finales de conférence)         | Crew de Columbus                     |
| Séries (demi-finales de conférence)         | Orlando City SC                      |
| Séries (demi-finales de conférence)         | Sounders de Seattle                  |
| Séries (demi-finales de conférence)         | Minnesota United                     |
| Séries (demi-finales de conférence)         | FC Dallas                            |
| Séries (demi-finales de conférence)         | Nashville SC                         |
| Séries (demi-finales de conférence)         | Revolution de la Nouvelle-Angleterre |
| Coupes et trophées                          |                                      |
| Vainqueur Tournoi MLS is Back               | Timbers de Portland                  |
| Qualifications continentales                |                                      |
| Ligue des champions de la CONCACAF 2021     | Union de Philadelphie                |
| Ligue des champions de la CONCACAF 2021     | Crew de Columbus                     |
| Ligue des champions de la CONCACAF 2021     | Timbers de Portland                  |
| Ligue des champions de la CONCACAF 2021     | Atlanta United                       |